# Elaphria atristrigata
Elaphria atristrigata là một loài bướm đêm trong họ Noctuidae.